# Nordiska mästerskapen i brottning 1963
Nordiska mästerskapen i brottning 1963 hölls den 8 november 1963 i Oslo i Norge. Det var den första upplagan av tävlingen sedan 1925 och totalt 7:e upplagan.

## Medaljtabell
*   Värdland ( Norge)
| Nr                  | Nation              | Guld | Silver | Brons | Totalt |
| ------------------- | ------------------- | ---- | ------ | ----- | ------ |
| 1                   | Finland             | 4    | 4      | 0     | 8      |
| 2                   | Sverige             | 3    | 1      | 4     | 8      |
| 3                   | Norge*              | 1    | 1      | 2     | 4      |
| 4                   | Danmark             | 0    | 2      | 2     | 4      |
| Totalt (4 nationer) | Totalt (4 nationer) | 8    | 8      | 8     | 24     |

## Resultat

### Grekisk-romersk stil
| Gren   | Guld               | Silver          | Brons               |
| 52 kg  | Trond Martiniussen | Risto Björlin   | Stig Karlsson       |
| 57 kg  | Kurt Johannesson   | Raimo Taskinen  | Johnny Nielsen      |
| 63 kg  | Erik Olsson        | Tauno Jaskari   | Svend Skrydstrup    |
| 68 kg  | Eero Tapio         | Kurt Madsen     | Rune Johnsson       |
| 74 kg  | Martti Laakso      | Harald Barlie   | Lars Söderlund      |
| 82 kg  | Pentti Punkari     | Arne Gierloew   | Karl-Erik Andersson |
| 90 kg  | Pelle Svensson     | Anto Vankanen   | Oddvar Barlie       |
| 100 kg | Taisto Kangasniemi | Ragnar Svensson | Egil Knutsen        |